# Gimcana

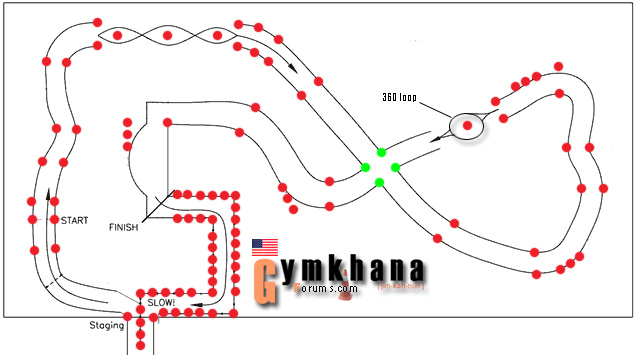
Traçat d'una gimcana organitzada als EUA

Una gimcana és una cursa de recorregut breu durant la qual els participants han de superar una sèrie de proves o dificultats. Normalment, cal seguir un camí tortuós ple d'obstacles en el menor temps i amb la mínima penalització possibles. Aquesta mena de curses poden diferir en la seva forma i normativa segons el mitjà emprat: bicicleta, motocicleta, automòbil, cavall o simplement a peu.

## Etimologia
El terme gimcana ha arribat al català a partir de l'anglès gymkhana, el qual prové de l'hindi gendkhana ('sala de joc de pilota') i no del mot anglès gym ('gimnàs'). Aquesta darrera locució prové, al seu torn, del pre-ari gendu ('pilota') i del persa khane ('casa').

## Les gimcanes motoritzades

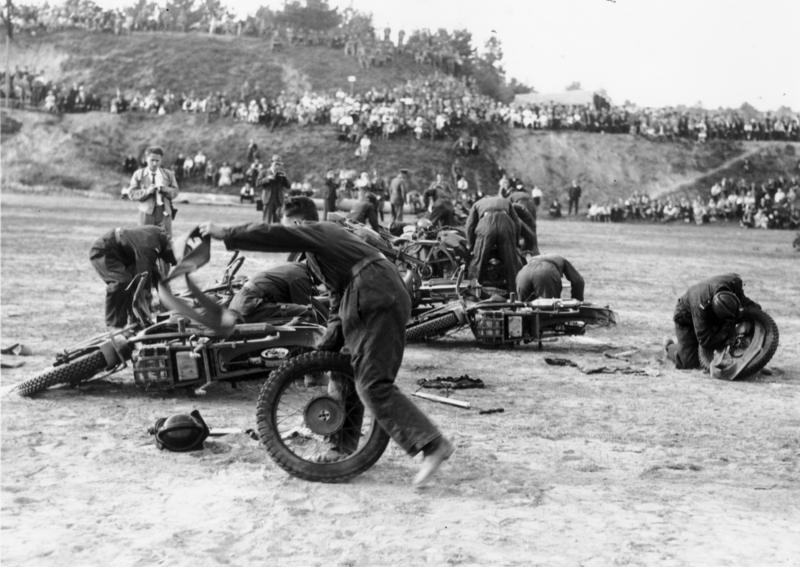
Gimcana de les tropes alemanyes durant la II Guerra Mundial. Els participants han de substituir la cambra de la roda posterior.

La varietat motoritzada de les gimcanes consisteix en una competició de vehicles de motor sobre breus recorreguts artificials durant els quals els participants (en el cas dels automòbils, generalment en equips de dos per vehicle), han de superar una sèrie de proves d'habilitat relacionades o no amb la conducció. El recorregut pot incloure trams de carretera, camins, carrers i places urbanes o, especialment en el cas de les motocicletes, reduir-se a un circuit marcat dins d'una plaça urbana, solar o camp esportiu (sovint en camps de futbol de terra).
Aquesta modalitat de gimcanes va ser molt popular als països mediterranis a partir de la postguerra immediata a la Segona Guerra Mundial. Així, per exemple, durant aquella època es varen difondre a Itàlia les gimcanes automobilístiques i especialment les motociclistes, a causa sobretot de la manca d'instal·lacions esportives i de recursos tècnics, cosa que feia que aquesta modalitat fos de les poques que es podien organitzar amb facilitat. La participació i assistència de públic era tan alta que la Federazione Motociclistica Italiana (FMI) va decidir organitzar el Trofeo Nazionale Gincane a partir de 1952, un complet campionat que incloïa una llarga sèrie d'eliminatòries provincials i regionals, passant els classificats a una final estatal. El Trofeu es va disputar ininterrompudament fins al 1978.

### A Catalunya (1950-1975)
A Catalunya, les gimcanes motociclistes experimentaren una gran eclosió més o menys al mateix temps que a Itàlia. Les associacions dels pobles començaren a organitzar-ne arreu del país, coincidint sobretot amb les festes majors locals, i aviat aquestes competicions (disputades normalment dins del camp de futbol del poble, ja que aleshores gairebé tots eren de terra) esdevingueren un èxit de participació i assistència de públic. Durant la dècada de 1950 i fins a mitjan dècada de 1960 se n'organitzaven constantment, començant després a decaure l'interès per aquesta modalitat a mesura que se n'anaven consolidant altres de noves com ara el motocròs o el trial. Tot i així, se seguiren celebrant gimcanes durant les festes majors de forma esporàdica encara fins ben entrada la dècada de 1970.

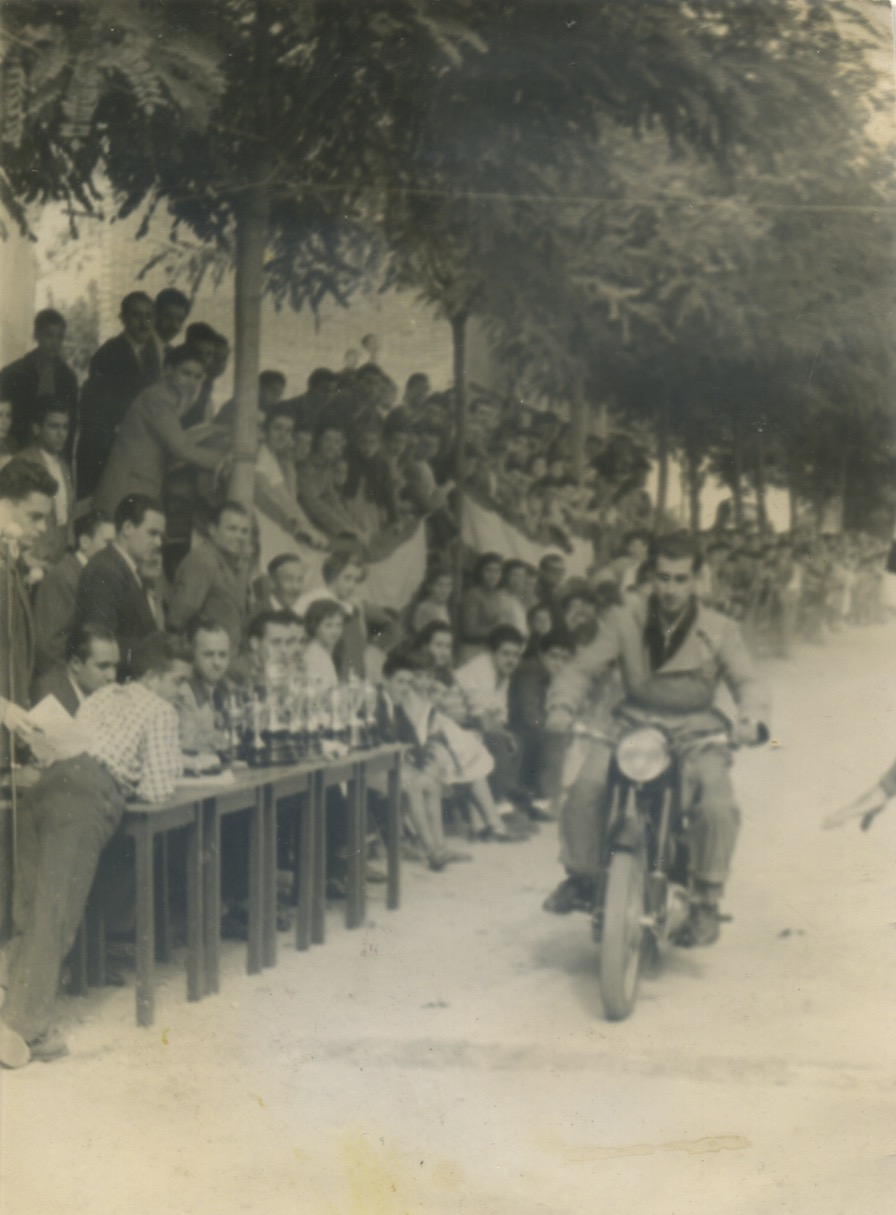
Paco Tombas en una gimcana catalana a començaments dels 50

Entre moltes altres, durant la dècada de 1950 se celebraren gimcanes regularment a les següents poblacions (per ordre alfabètic):
| - Aiguafreda - Argentona - Badalona - Barcelona: - Dels Químics-2000 - Escola Industrial - Les Corts - Les Roquetes (Nou Barris) - Calaf - Caldes de Montbui - Calella | - Castellar del Vallès - Castellbisbal - Cerdanyola del Vallès - Granollers - Igualada - La Llagosta - Llagostera - Lliçà d'Amunt - Lliçà de Vall - L'Hospitalet de Llobregat - Martorelles | - Mollerussa - Mollet del Vallès - Montcada i Reixac - Montmeló - Montornès del Vallès - Palafolls - Palafrugell - Palau de Plegamans - Parets del Vallès - Pineda de Mar - Premià de Mar | - Reus - Ripollet - Rubí - Sant Cugat del Vallès - Sant Feliu de Codines - Santa Perpètua de Mogoda - Tiana - Vallromanes - Vilanova de la Roca |

Durant aquella època, els principals especialistes en gimcanes motociclistes eren els germans Antoni i Andreu Basolí, Jaume Torrents, Toni Palau, Josep Montleón, César Ruipérez i Pere Pi, el rei indiscutible d'aquesta modalitat (a 17 i 18 anys en guanyava unes 16 proves anuals). Tots ells pilotaven motocicletes Derbi, especialment el model Derbi 98 que, segons Pi, «Era extraordinària, semblava feta especialment per a les gimcanes».
Pel que fa a la prova en si, els obstacles eren diversos i sovint incloïen taulons en angle, trampolins basculants i proves d'habilitat com ara agafar una ampolla de cava i omplir-ne un got en marxa. Hi havia també categoria mixta (en parella).